# Stazione di Akihabara
Akihabara (秋葉原駅?, Akihabara-eki) è un'importante stazione ferroviaria di interscambio di Tokyo situata nel famoso quartiere dell'elettronica e dei fumetti di Akihabara.

## Storia
La stazione fu aperta nel novembre 1890 come scalo merci collegato alla stazione di Ueno, in seguito venne incluso nella linea Yamanote.
L'apertura al traffico passeggeri venne inaugurata nel 1925, dopo la costruzione del tronchino di collegamento fra Ueno e Shimbashi attraverso la stazione di Tokyo, grazie al quale fu completata la linea Yamanote. I binari del livello superiore vennero aggiunti nel 1932 con l'estensione della linea principale Sōbu dall'allora capolinea di Ryōgoku a Ochanomizu, rendendo Akihabara un'importante stazione di interscambio per i passeggeri provenienti dalla parte orientale di Tokyo e della prefettura di Chiba.
L'enorme crescita del traffico pendolare dopo la seconda guerra mondiale causarono una grande congestione alla stazione, che venne in parte risolta spostando in sotterranea la linea Sōbu direttamente fra la Kinshichō e quella di Tokyo, bypassando Akihabara.
Nel 1962 arrivò la linea Hibiya della metropolitana di Tokyo, con l'estensione da Naka-Okachimachi a Ningyōchō.
L'ultimo sviluppo della stazione è stato il 24 agosto 2005, con l'apertura del terminal sotterraneo dello Tsukuba Express, in preparazione del quale, l'intera stazione venne riammodernata.

## Linee

### Treni
- East Japan Railway Company
  - ■ Linea Yamanote
  - ■ Linea Keihin-Tōhoku
  - ■ Linea Chūō-Sōbu
- Ferrovia Shuto-ken Shin Toshi
  -  Tsukuba Express

### Metropolitana
- Tokyo Metro
  -  Linea Hibiya

## Struttura

### Stazione JR
La stazione della JR East è costituita da due livelli di binari: al secondo piano quattro binari con due banchine a isola per le linee Yamanote e Keihin-Tōhoku, e al quarto piano due binari con banchine laterali per la linea Chūō-Sōbu.
| 1 | ■ Linea Keihin-Tōhoku | per Ueno, Tabata, Akabane e Ōmiya           |
| 2 | ■ Linea Yamanote      | per Ueno, Tabata e Ikebukuro                |
| 3 | ■ Linea Yamanote      | per Kinshichō, Tokyo, Yokohama e Kurihama   |
| 4 | ■ Linea Keihin-Tōhoku | per Tokyo, Shinagawa, Yokohama e Ōfuna      |
| 5 | ■ Linea Chūō-Sōbu     | per Tokyo, Shinjuku, Nakano e Mitaka        |
| 6 | ■ Linea Chūō-Sōbu     | per Kinshichō, Funabashi, Tsudanuma e Chiba |

### Stazione Tsukuba Express
I binari sono di testa situati sottoterra.
| 1-2 | ■ Tsukuba Express | per Asakusa, Minami-Nagareyama, Moriya e Tsukuba |

### Stazione Tokyo Metro
Le banchine della linea Hibiya sono due e laterali, con binari sotterranei.
| 1 | Linea Hibiya | per Asakusa, Kasumigaseki, Naka-Meguro, Hiyoshi e Kikuna           |
| 2 | Linea Hibiya | per Ueno, Kita-Senju, Shin-Koshigaya, Kasukabe e Tōbu Dōbutsu Kōen |

## Stazioni adiacenti
| «                   | Servizio                 | »                |
| Linea Yamanote      | Linea Yamanote           | Linea Yamanote   |
| ------------------- | ------------------------ | ---------------- |
| Kanda               | -                        | Okachimachi      |
| Linea Keihin-Tōhoku |                          |                  |
| Kanda               | Locale                   | Okachimachi      |
| Tokyo               | Rapido                   | Ueno             |
| Linea Chūō-Sōbu     |                          |                  |
| Ochanomizu          | Locale                   | Asakusabashi     |
| Linea Hibiya (H15)  |                          |                  |
| Kodenmachō          | -                        | Naka-Okachimachi |
| Tsukuba Express     |                          |                  |
| Capolinea           | Locale Semirapido Rapido | Shin-Okachimachi |

## Attorno alla stazione
Nei dintorni della stazione si trova la famosa area di Akihabara, la principale area di Tokyo dedita allo shopping di gadget elettronici, articoli di manga e anime.

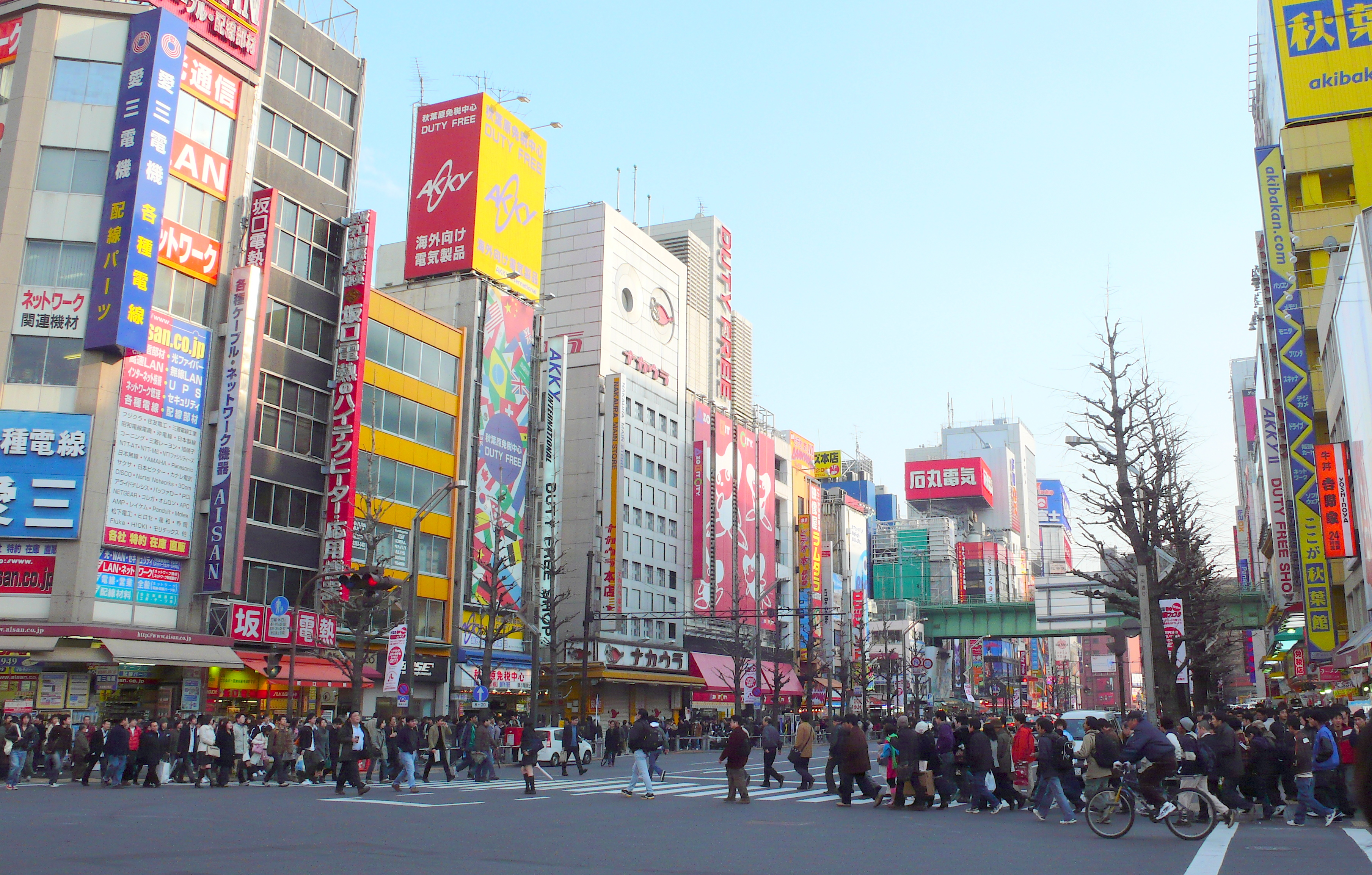
Vista di Akihabara
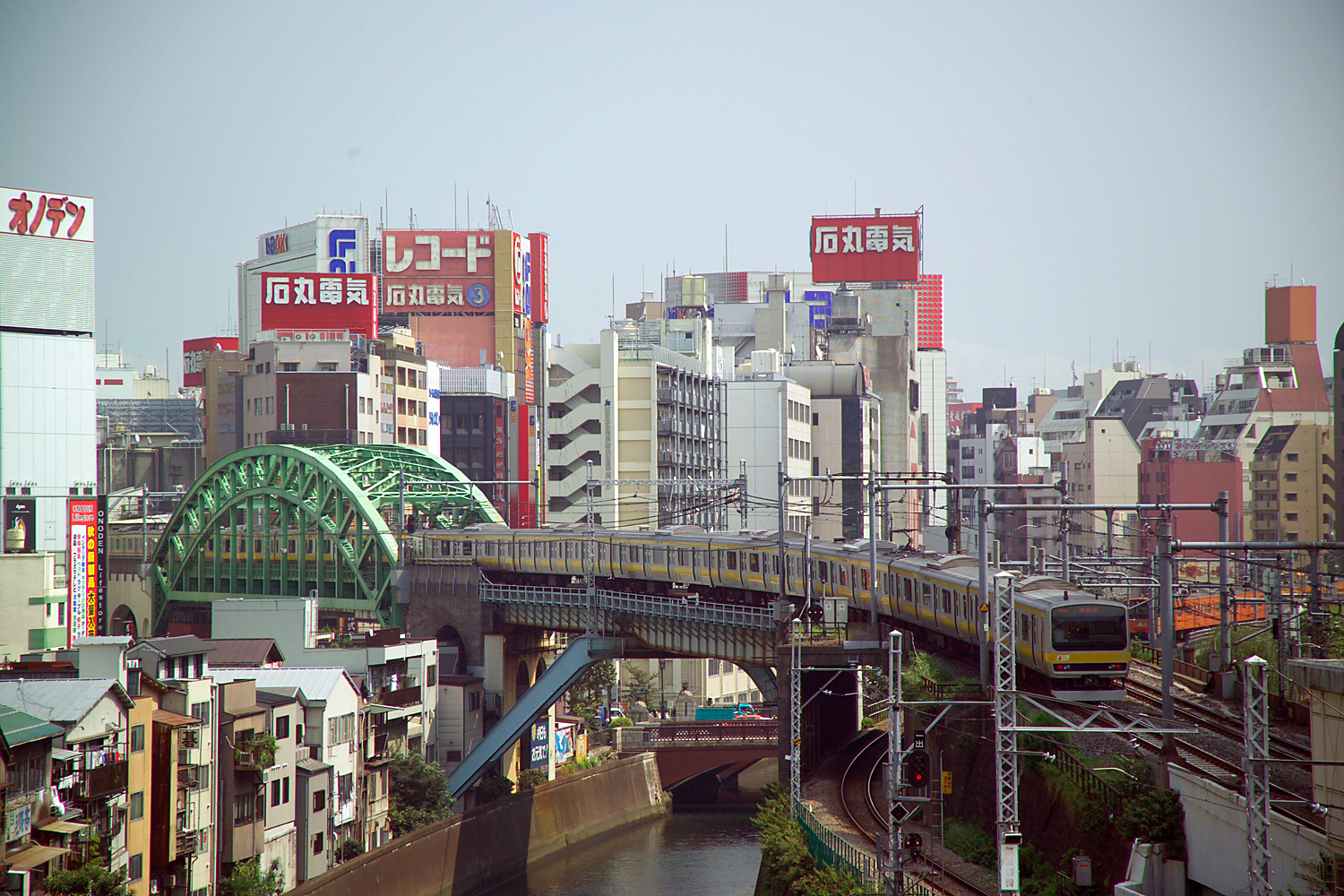
Il ponte ferroviario della linea Chuo-Sobu